# Нижнее Асаново
Ни́жнее Аса́ново — село в Алнашском районе Удмуртии, входит в Асановское сельское поселение. Находится в 11 км к югу от села Алнаши и в 95 км к юго-западу от Ижевска.
Население на 1 января 2008 года — 799 человек.
До 2004 года состояло из двух населённых пунктов — села Нижнее Асаново и деревни Верхнее Асаново.

## История
По данным десятой ревизии в 1859 году в 39 дворах казённой деревни Шудья малая (Асаново нижнее) проживало 253 человека, работала мельница. В это же время в 54 дворах деревни Шудья малая (Асаново верхнее) проживало 347 человек и также работала мельница. В 1877 году открыт приход села Асаново, в его состав вошли селения ранее входившие в приход села Кураково. В 1878 году в Нижнем Асаново открылась деревянная Христрождественская церковь. В 1890 году деревянная церковь сгорела. В 1893 году начинается строительство каменного храма, которое заканчивается в 1899 году.
В 1921 году, в связи с образованием Вотской автономной области, село передано в состав Можгинского уезда. В 1924 году при укрупнении сельсоветов образован укрупнённый Асановский сельсовет Алнашской волости, в состав которого вошли 14 населённых пунктов. В 1929 году упраздняется уездно-волостное административное деление, Алнашская волость упразднена и деревня причислена к Алнашскому району. В том же году в СССР начинается сплошная коллективизация, в процессе которой в Нижнем Асаново образована сельхозартель (колхоз) «Май», а в Верхнем Асаново — «III Пятилетка».
- Балобанов Иван Тимофеевич (1902 г.р.) — арестован 1 апреля 1937 года. Приговор: 8 лет.
- Баранов Никифор Никитич (1899 г.р.) — арестован 26 октября 1941 года. Приговор: 5 лет.
- Марданов Михаил Александрович (1906 г.р.) — кулак.
- Марданова Татьяна Трофимовна (1903 г.р.) — член семьи кулака.
- Марданова Евдокия Александровна (1918 г.р.) — член семьи кулака.
- Марданова Агафья Михайловна (1926 г.р.) — член семьи кулака.
- Марданова Зоя Михайловна (1931 г.р.) — член семьи кулака.
- Марданова Нина Михайловна (1932 г.р.) — член семьи кулака.
- Марданов Александр Михайлович (1939 г.р.) — член семьи кулака.
- Мясников Дмитрий Иванович (1903 г.р.) — арестован 2 июля 1937 года. Приговор: 10 лет. Повторный приговор: ВМН, от 1941 года.
- Широбоков Андрей Арсентьевич (1916 г.р.) — арестован 3 апреля 1937 года. Приговор: 6 лет.

В 1937 году закрыта сельская церковь. В 1950 году проводится укрупнение сельхозартелей колхозы «Май» и «III Пятилетка», объединены в единый колхоз — «Молодая гвардия».
В 1963 году Асановский сельсовет упразднён и село отошло к Кучеряновскому сельсовету, в 1964 году Кучеряновский сельсовет переименован в Байтеряковский сельсовет, через два года в 1966 году Асановский сельсовет восстановлен.
Постановлением Госсовета УР от 26 октября 2004 года село Нижнее Асаново Асановского сельсовета было переименовано в село Асаново. 1 ноября того же года к селу была присоединена деревня Верхнее Асаново. 16 ноября Асановский сельсовет был преобразован в муниципальное образование Асановское и наделён статусом сельского поселения. 15 июня 2005 года возвращено старое название — село Нижнее Асаново.

## Социальная инфраструктура
- Асановская средняя школа — 118 учеников в 2008 году[15]
- Асановский детский сад